# Chariots of Fire (album)
Chariots of Fire is het muziekalbum met de soundtrack van de gelijknamige film, uitgebracht in april 1981 door Polydor. De muziek op het album is gecomponeerd en opgenomen door Vangelis, die hiervoor een Academy Award won voor beste originele muziek.

## Geschiedenis
Regisseur Hugh Hudson benaderde Vangelis voor de soundtrack van de film nadat hij diens albums Opera Sauvage en China had gehoord. Hij had in de jaren 70 bovendien al eens samengewerkt met Vangelis aan een aantal reclames. Vangelis bespeelde zelf alle instrumenten voor het album, waaronder de synthesizers en piano. Hij nam het album op in zijn Nemo Studio in Londen.
Chariots of Fire was Vangelis’ eerste grote filmopdracht. Het succes van het album maakte hem in een klap beroemd als filmmuziekcomponist.

## Muziek
De muziek op het album is elektronisch, wat in contrast staat tot de tijdsperiode waarin de film speelt. Het album stond 4 weken op nummer 1 in de Billboard 200. Het album heeft de structuur van een "normaal" Vangelisalbum; relatief kortere tracks worden begeleid door relatief lange tracks, zoals kant 2 van de elpee (op de cd-versie van het album is dit track nr. 7). Het bekendste nummer van het album is de titelsong van de film; op het album “Titles” genoemd maar in praktijk beter bekend als eveneens Chariots of Fire. Dit nummer werd in 1982 uitgebracht als single.

### Musici
- Vangelis - toetsinstrumenten;
- Ambrosian Singers o.l.v. John McCarthy - koor op Jerusalem

### Tracklist
| Nr. | Titel                                          | Duur |
| --- | ---------------------------------------------- | ---- |
| 1.  | Titles                                         | 3:33 |
| 2.  | Five circles                                   | 5:20 |
| 3.  | Abraham’s theme                                | 3:20 |
| 4.  | Eric’s theme                                   | 4:18 |
| 5.  | 100 metres                                     | 2:04 |
| 6.  | Jerusalem (op muziek van Charles Hubert Parry) | 2:47 |

| Nr. | Titel            | Duur  |
| --- | ---------------- | ----- |
| 1.  | Chariots of fire | 20:41 |

## Opmerkingen
Enkele muziekstukken uit de film haalden het niet tot het album, waaronder de achtergrondmuziek die te horen is bij de wedstrijd van Eric Liddell in de Schotse Hooglanden. De muziek op het album is bovendien een wat aangepaste versie van de muziek uit de film.
In 1987 werd Vangelis aangeklaagd door de Griekse componist Stavros Logaridis, die beweerde dat Vangelis de melodie voor de titelsong had gekopieerd van zijn nummer "City of Violets". Vangelis won de zaak.
In Frankrijk werd de Franstalige titel boven de Engelstalige verkozen; het album heette daar Les chariots de feu. Het album is sowieso een gewild verzamelobject; er bestaan talloze versies; na het verkrijgen van een Oscar van muziek werd het album per land voorzien van een sticker door de plaatselijke filialen van het platenlabel. Echter ook het album kent diverse varianten.

## Hitnoteringen

### Nederlandse Album Top 100
| "Chariots of Fire" in de Nederlandse Album Top 100 | "Chariots of Fire" in de Nederlandse Album Top 100 | "Chariots of Fire" in de Nederlandse Album Top 100 | "Chariots of Fire" in de Nederlandse Album Top 100 | "Chariots of Fire" in de Nederlandse Album Top 100 | "Chariots of Fire" in de Nederlandse Album Top 100 | "Chariots of Fire" in de Nederlandse Album Top 100 | "Chariots of Fire" in de Nederlandse Album Top 100 | "Chariots of Fire" in de Nederlandse Album Top 100 | "Chariots of Fire" in de Nederlandse Album Top 100 | "Chariots of Fire" in de Nederlandse Album Top 100 | "Chariots of Fire" in de Nederlandse Album Top 100 | "Chariots of Fire" in de Nederlandse Album Top 100 | "Chariots of Fire" in de Nederlandse Album Top 100 | "Chariots of Fire" in de Nederlandse Album Top 100 | "Chariots of Fire" in de Nederlandse Album Top 100 | "Chariots of Fire" in de Nederlandse Album Top 100 | "Chariots of Fire" in de Nederlandse Album Top 100 | "Chariots of Fire" in de Nederlandse Album Top 100 | "Chariots of Fire" in de Nederlandse Album Top 100 | "Chariots of Fire" in de Nederlandse Album Top 100 | "Chariots of Fire" in de Nederlandse Album Top 100 |
| binnen: 25-04-1981                                 | binnen: 25-04-1981                                 | binnen: 25-04-1981                                 | binnen: 25-04-1981                                 | binnen: 25-04-1981                                 | binnen: 25-04-1981                                 | binnen: 25-04-1981                                 | binnen: 25-04-1981                                 | binnen: 01-05-1982                                 | binnen: 01-05-1982                                 | binnen: 01-05-1982                                 | binnen: 01-05-1982                                 | binnen: 01-05-1982                                 | binnen: 01-05-1982                                 | binnen: 01-05-1982                                 | binnen: 01-05-1982                                 | binnen: 01-05-1982                                 | binnen: 01-05-1982                                 | binnen: 01-05-1982                                 | binnen: 01-05-1982                                 | binnen: 01-05-1982                                 | binnen: 01-05-1982                                 |
| Week                                               | 01                                                 | 02                                                 | 03                                                 | 04                                                 | 05                                                 | 06                                                 |                                                    | 07                                                 | 08                                                 | 09                                                 | 10                                                 | 11                                                 | 12                                                 | 13                                                 | 14                                                 | 15                                                 | 16                                                 | 17                                                 | 18                                                 | 19                                                 |                                                    |
| -------------------------------------------------- | -------------------------------------------------- | -------------------------------------------------- | -------------------------------------------------- | -------------------------------------------------- | -------------------------------------------------- | -------------------------------------------------- | -------------------------------------------------- | -------------------------------------------------- | -------------------------------------------------- | -------------------------------------------------- | -------------------------------------------------- | -------------------------------------------------- | -------------------------------------------------- | -------------------------------------------------- | -------------------------------------------------- | -------------------------------------------------- | -------------------------------------------------- | -------------------------------------------------- | -------------------------------------------------- | -------------------------------------------------- | -------------------------------------------------- |
| Nummer                                             | 49                                                 | 42                                                 | 37                                                 | 35                                                 | 42                                                 | 47                                                 | uit                                                | 37                                                 | 31                                                 | 12                                                 | 12                                                 | 11                                                 | 10                                                 | 10                                                 | 16                                                 | 25                                                 | 28                                                 | 32                                                 | 38                                                 | 39                                                 | uit                                                |

### NPO Klassiek Filmmuziek Top 200
| Chariots of Fire in de NPO Klassiek Filmmuziek Top 200 | Chariots of Fire in de NPO Klassiek Filmmuziek Top 200 | Chariots of Fire in de NPO Klassiek Filmmuziek Top 200 | Chariots of Fire in de NPO Klassiek Filmmuziek Top 200 |
| Jaar                                                   | 2023                                                   | 2024                                                   | 2025                                                   |
| ------------------------------------------------------ | ------------------------------------------------------ | ------------------------------------------------------ | ------------------------------------------------------ |
| Positie                                                | 34                                                     | 27                                                     | 29                                                     |